# Гарсиа Валиньо, Рафаэль
Рафаэль Гарсиа Валиньо (исп. Rafael García Valiño; 24 октября 1898, Толедо — 1972, Мадрид) — испанский военачальник, генерал. Участник гражданской войны 1936—1939.

## Начало военной службы
Окончил пехотное училище в Толедо (1916), был одним из наиболее успешных курсантов) и в чине лейтенанта был направлен в Марокко. Был неоднократно ранен, за отличия 1 октября 1925 года произведён в майоры. В 1935 году учился в Высшей военной школе.

## Участие в гражданской войне
В июле 1936 года Гарсиа Валиньо находился на отдыхе в стране Басков и поэтому не смог принять участия в военном выступлении националистов, начавшемся 17 июля. Не доверяя воинским частям, расквартированным на территории страны Басков, он отказался от первоначального плана примкнуть к ним. Оставив семью, вместе с капитаном Хосе Лакалье Ларрагой (будущим генерал-лейтенантом и министром авиации) через горы направился в Наварру — при этом офицеры переоделись пастухами. Добравшись через несколько дней до Памплоны, они поступили в распоряжение генерала Эмилио Молы.
Гарсиа Валиньо был назначен командиром батальона «рекете» (вооруженных отрядов карлистов — наиболее консервативной части испанских монархистов) Монтехурра (Montejurra), одного из шести таких подразделений, принявших участие в войне. Знаменем батальона был двухцветный национальный флаг с крестом в центре. В первых боях против республиканцев был ранен. Затем, уже в чине подполковника, не оправившись полностью от последствий ранения, был назначен командиром 1-й Наваррской бригады, с которой участвовал в кампании на севере Испании, в наступлении на Сантандер и в горных боях в Астурии. За отличия на этом посту был награждён личной Военной медалью.
6 ноября 1937 года подразделения «рекете» были включены в состав 1-й Наваррской дивизии, входившей в 4-й корпус. Произведённый в полковники Гарсиа Валиньо стал командиром этой дивизии. В этой должности он находился до конца войны, успешно участвуя в боях у Теруэля, в Арагоне, на реке Эбро и в Каталонии. Его дивизия была первым соединением националистов, достигшем Средиземного моря во время наступления в Каталонии в начале 1939. Сослуживцы уважали его как образованного военного, способного эффективно руководить столь сложной дивизией, как Наваррская, составленная из ополченцев-карлистов, несмотря на то, что он был весьма скуп на награды своим подчинённым. По словам подполковника Техеро, в 1-й Наваррской дивизии для того, чтобы получить Военную медаль, надо сначала умереть, а потом будет видно.

## После войны
Будучи произведён в генералы Гарсиа Валиньо получил назначение командующим войсками в Мелилье (Марокко). В 1942 году был назначен начальником Генерального штаба. В 1947 году произведён в генерал-лейтенанты и стал командующим 7-м военным округом.
В 1951—1956 — верховный комиссар Испании в Марокко. В этот период при неофициальной поддержке Франко проводил активную антифранцузскую политику (Франция контролировала другую часть Марокко). В испанской зоне Марокко были легализованы политические партии, ей была предоставлена определённая степень автономии, испанские власти тайно поддерживали оружием и финансами повстанцев, действовавших во французской зоне. Таким образом, испанские власти намеревались приобрести расположение антифранцузски настроенного арабского населения и сохранить контроль над своей частью Марокко. Однако такая политика завершилась неудачей — 2 марта 1956 Франция объявила о независимости Марокко, и марокканские политические активисты потребовали того же от Испании. Попытки Гарсиа Валиньо подавить марокканское национальное движение завершились неудачей, и 7 апреля того же года Испания была вынуждена официально признать независимость Марокко.
С 1957 года — директор Высшей военной школы. В 1962—1964 — командующий 1-м военным округом со штабом в Мадриде — на эту должность назначались военачальники, пользовавшиеся особым доверием Франсиско Франко (хотя во время службы в Марокко генерал и вызывал раздражение каудильо своей амбициозностью).